# ديتمار كرامر (صحفي)
ديتمار كرامر (بالألمانية:Dettmar Cramer) صحفي ألماني ومدير سابق لإذاعة ألمانيا من عام 1992 إلى غاية 1993 ولد في 21 نوفمبر 1929 بمدينة قورليتس .

## روابط خارجية
- ديتمار كرامر على موقع مونزينجر (الألمانية)